# Nyack
Pour le district historique du Montana, voir Nyack Ranger Station.
Nyack est un village situé dans le comté de Rockland, dans l'État de New York, aux États-Unis. Sa population était de 6 737 habitants en 2000. Le village est traversé par la New York State Thruway (Interstate 87) et la U.S. Route 9.

## Géographie
New York se trouve à une trentaine de kilomètres au sud de Nyack. Le village est situé à 41°5′33″N, 73°55′21″W. Selon le Bureau du recensement des États-Unis il s'étend sur 4,1 km2, dont 2 km2 de terre et 2,1 km2 de plans d'eau (soit 51,88 % de la superficie totale). Nyack se trouve sur la rive ouest de l'Hudson, au nord du pont Tappan Zee.

## Histoire
Le village doit son nom aux Amérindiens Nyack qui habitaient dans la région. L'archéologie a mis en évidence que le site était utilisé depuis longtemps par les Amérindiens comme lieu de pêche dans le fleuve Hudson. Le premier colon blanc fut le Frison Harman Douwenszen, arrivé avec sa famille autour de 1675. Le village fut constitué et reconnu officiellement en 1782[réf. nécessaire].
Nyack s'est fait connaître en tant que siège de l'Alliance chrétienne et missionnaire. Deux institutions dépendant de cette dénomination protestante, l'université dite "Nyack College (en)" (anciennement appelé le "Missionary Training Institute") et le séminaire "Alliance Theological Seminary" s'y trouvent toujours.

## Résidents célèbres
- Albert Benjamin Simpson - pasteur et fondateur de Nyack College
- Carson McCullers - auteur
- Chuck Loeb - guitariste
- Claudio Sanchez - musicien/auteur
- Edward Hopper - artiste
- Ellen Burstyn - actrice
- Harold Perrineau Jr. - acteur
- Helen Hayes - actrice
- Horton Foote - scénariste
- Jill Footlick - producteur
- Jonathan Demme - film director
- Joseph Cornell - artiste
- Joseph Alessi - tromboniste
- Joshua Bellinger - musicien
- Larry Mullen Junior - musicien
- Michael Rumaker - auteur
- Noah Michael Levine - acteur/écrivain
- Princesse Vera Konstantinovna de Russie
- Rosie O'Donnell - actrice/comedien
- Russell Crowe - acteur
- Stephen Baldwin - acteur
- Van Johnson - acteur
- Paul Périgord - romaniste